# Noa Dihing
Noa Dihing és un riu d'Assam.
Neix a les muntanyes Singpho i corre en direcció oest i després nord, fins a desaiguar al Brahmaputra a l'est de Sadiya. Part del seu recorregut és per zones de jungla amb algunes poblacions menors. Hi naveguen bots de fins a 4 tones.